# Dmitri Alexandrowitsch Muserski
Dmitri Alexandrowitsch Muserski (russisch: Дмитрий Александрович Мусэрский; englische Transkription: Dmitriy Alexandrovich Muserskiy; * 29. Oktober 1988 in Makijiwka, Ukrainische SSR) ist ein russischer Volleyballspieler.

## Karriere
Muserski begann seine Karriere im Alter von acht Jahren. Als 14-Jähriger kam er in Charkiw in eine Schulmannschaft. Von 1996 bis 2005 spielte er bei Akademija WBK Charkiw. 2005 erhielt der Mittelblocker einen Vertrag beim russischen Erstligisten VK Lokomotiv-Belogorje. Dort wurde er zunächst in der zweiten Mannschaft eingesetzt. Im folgenden Jahr nahm er mit den ukrainischen Junioren an der Nachwuchs-Europameisterschaft teil. Ende 2006 nahm Muserski die russische Staatsbürgerschaft an. 2008 wechselte er vorübergehend zu Metaloinwest Stary Oskol in der Nachbarschaft von Belgorod. Aber bereits Ende des Jahres kehrte er zu VK Lokomotiv zurück. 2009 gewann er mit dem Verein den CEV-Pokal im Finale gegen Panathinaikos Athen. Ein Jahr später folgte der Gewinn der russischen Meisterschaft. Am 4. Juni 2010 gab Muserski bei einem Spiel der Weltliga sein Debüt in der russischen Nationalmannschaft; die Russen erreichten das Endspiel dieses Wettbewerbs. 2011 gewann Russland schließlich die Weltliga und außerdem den World Cup. 2012 wurde Muserski mit der Nationalmannschaft in London Olympiasieger. 2013 gewann die russische Volleyballnationalmannschaft die Weltliga zum dritten Mal, bei dem Turnier wurde Muserski zum besten Blocker des Turniers ausgezeichnet. Nach dem erneuten Gewinn des russischen Doubles 2013 gewann Muserski mit Belgorod 2014 die Champions League und wurde Klubweltmeister.